# Salvador Piñeiro García-Calderón

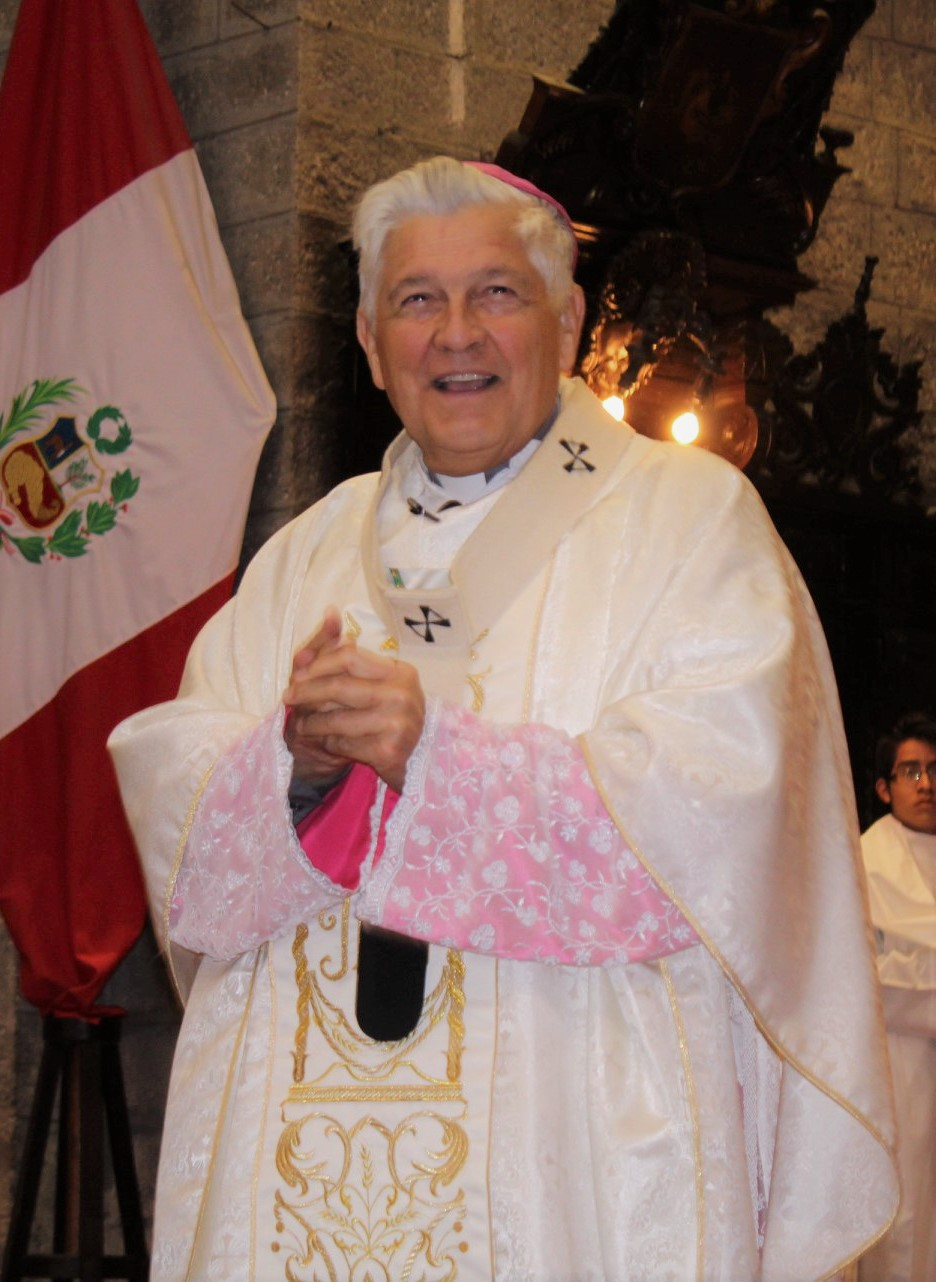
Salvador Piñeiro (2019).

Wappen von Salvador Piñeiro Garcia-Calderon.

Salvador Piñeiro García-Calderón (* 27. Januar 1949 in Lima) ist ein peruanischer Geistlicher und römisch-katholischer Erzbischof von Ayacucho o Huamanga.

## Leben
Salvador Piñeiro García-Calderón empfing am 6. Mai 1973 die Priesterweihe.
Papst Johannes Paul II. ernannte ihn am 21. Juli 2001 zum Militärbischof von Peru. Die Bischofsweihe spendete ihm der Erzbischof von Lima, Juan Luis Kardinal Cipriani Thorne, am 2. September desselben Jahres; Mitkonsekratoren waren Erzbischof Rino Passigato, Apostolischer Nuntius in Peru, und Juan Luis Martin Buisson PME, Apostolischer Vikar von Pucallpa. 
Am 8. Juli 2003 wurde er zum Weihbischof in Lurín ernannt. Von seinem Amt als Weihbischof in Lurín trat er 2006 zurück. Papst Benedikt XVI. ernannte ihn am 6. August 2011 zum Erzbischof von Ayacucho o Huamanga.
Am 30. Oktober 2012 trat Garcia-Calderón vom Amt des Militärbischofs zurück.